# Самойленко Юрій Іванович (політик)
Самойленко Юрій Іванович (нар. 26 липня 1949) — український політик, Народний депутат Верховної Ради України III скликання, голова Української екологічної асоціації «Зелений світ».

## Біографія
Народився 26 липня 1949 року в селі Капустинці Яготинського району Київської області. Українець.

## Родина
- Мати — Ганна Хомівна, 1926 року — пенсіонерка.
- Дружина — Раїса Григорівна, 1949 року — кореспондент Держтелерадіо.
- Дочка — Ганна, 1976 року — економіст.
- Син — Володимир, 1980 року.

## Освіта
Після закінчення середньої школи поїхав працювати на комсомольську ударну новобудову до Черкас. Протягом 1966—1968 років працював бетонувальником на заводі залізобетонних виробів тресту «Черкасхімбуд». Через рік був занесений на міську дошку пошани та обраний до складу міського комітету комсомолу.
Освіту здобував у Київському інженерно — будівельному інституті у1968 — 1973 рр., за спеціальністю інженер -будівельник.
Навчання в інституті поєднував зі спортом. Розпочинаючи з другого курсу долучився до наукової роботи у лабораторії ґрунтоселікатів під керівництвом доктора технічних наук, професора Віктора Дмитровича Глуховського.

## Кар'єра
- 1969 року — будівництво дитячого садка та школи у селі Циблі Переяслав — Хмельницького району.
- 1970 року — будівництво двоповерхової школи та ферми у Кустанайській області Казахстану.
- 1971 року — будівництво міських очисних споруд та доріг у місті Нафтоюганськ Тюменьської області.
- 1973—1975 рр. — проходив службу в армії .
- 1975—1978 рр. — після звільнення працював технологом на заводі ЗБК-1ДБК-1, а з часом обіймав посаду заступника начальника цеху домобудівельного комбінату № 1 заводу з виготовлення залізобетонних конструкцій «Головкиївміськбуду» .

- грудень 1978 року по січень 1987 року — інспектор Київського міського комітету народного контролю.
- січень 1987 року по березень 1989 року — начальник управління промислових підприємств «Головкиївміськбуду».
- березень 1989 року по серпень 1992 року — головний державний інспектор — заступник голови Київського міського комітету охорони природи.
- серпень 1992 року по січень 1994 року — заступник голови правління — начальник управління справами Київського народного банку.
- З січня 1994 року — заступник генерального директора.
- січень 1995 року по грудень 1997 року — генеральний директор ТОВ «АвтоДЕМстандарт», місто Київ.

## Політична кар'єра
Був головою підкомісії з питань екології Київської міськради народних депутатів.
Двічі у 1990 та 1994 роках обирався депутатом Київради, а у 1998 був обраний Народним депутатом України та головою комітету Верховної Ради з питань екологічної політики, природокористування та ліквідації наслідків Чорнобильської катастрофи (з липня 1998 року).
З березня 1998 року до квітня 2002 року був Народним депутатом України 3-го скликання від ПЗУ, № 5 в списку. На час виборів — голова Української екологічної асоціації «Зелений світ», член ПЗУ, уповноважений представник фракції ПЗУ (з травня 1998 року).
Займався організацією та становленням громадського природоохоронного руху в Україні, підрозділів Міністерства охорони навколишнього природного середовища, розробкою інвестиційних екологічних програм, законотворчою діяльністю в галузі охорони довкілля, ліквідації наслідків стихійних та техногенних катастроф, екологічного аудиту та страхування, розробкою та контролем за фінансуванням державних ресурсовідновлюючих та природозберігаючих програм, програм соціального захисту потерпілих внаслідок Чорнобильської катастрофи.
Брав участь, як представник неурядових організацій України, у самміті міністрів охорони довкілля Європи у Орхусі (1998 року) та Києві (2003 року), представляючи Україну в найбільшому об'єднані екологічних організацій світу «Друзі Землі».
Неодноразово брав участь у складі урядових делегацій на переговорах з країнами Європейського Союзу та США з питань фінансування виконання міжнародних договорів. Очолював українську делегацію на засіданні Генеральної ассамблеї ООН та виступав від імені України з трибуни Генассамблеї.
Радник Прем'єр-міністра України на громадських засадах — травень — листопад 2002 року).
Заступник голови ПЗУ з екологічних питань до березня 2005 року.
У березні 2006 року — став кандидатом в народні депутати України від Блоку «Наша Україна», № 294 в списку. На час виборів — голова Української екологічної асоціації «Зелений світ», член Народного Союзу «Наша Україна» (НСНУ).
Автор 112 законопроєктів та постанов Верховної Ради України.
Володіє англійською мовою.
Захоплення: пасіка.

## Нагороди
Нагороджений орденом «За заслуги» III (квітень 1999) та II (грудень 2009) ступенів і почесною грамотою Кабінету Міністрів. Заслужений природоохоронець України.